# Sviga læ
Sviga læ è il sesto album in studio della one man band Arckanum, pubblicato il 2010 dalla Regain Records.

## Tracce
1. Læ elr - 4:45
2. Gylðir algørir - 4:18
3. In følva felr - 5:19
4. Goðin eru blekkt - 4:19
5. Gramr girnisk - 5:05
6. Andskoti ferr austan - 5:26
7. Múspellzheimr kemr - 4:35
8. Røk - 3:43

## Formazione
- Shamaatae - voce, tutti gli strumenti